# Арабски цифри
Арабски цифри е традиционното название на десетте знака 0 1 2 3 4 5 6 7 8 9, които се използват за записване на числа в позиционна десетична бройна система.

## Кратка история
Те идват от хиндо-арабската бройна система, разработена от индийски математици, приложена от персийски математици и предадена по-нататък на арабите на Запад. Оттам е пренесена в Европа през Средновековието, около X век.
През XII век е преведено от арабски на латински известното съчинение „За смятането с използване на индийски цифри“ на Мохамед ибн Муса ал-Хорезми. В това си съчинение Ал Хорезми описва позиционния принцип за записване и смятане с числа.
Малко по-късно, през 1202 г., италианският математик Леонардо Фибоначи, изучавал през периода 1192 – 1200 г. математика в Алжир и други арабски страни, отново привлича вниманието на европейците към арабските числа. Той написва книгата „Liber abaci“, в която, подобно на Мохамед ал Хорезми, описва позиционния принцип и използва цифрите от 0 до 9. Той изрично отбелязва, че тези цифри произхождат от Индия. Самите араби също твърдят, че произходът им е индийски. Въпреки това обаче европейците започват да ги наричат арабски, с което название са се наложили и утвърдили в Европа и Америка. Цифрите претърпяват редица промени, докато добиват окончателния си вид през XV век. За това значително допринася въвеждането на печатните букви.